# Contestans
Els contestans (llatí: Contestani) foren un poble iber del sud-est de la Tarraconense, a l'est dels bastetans. El territori es deia Contestània i s'estenia per la costa des de la ciutat d'Urci (al nord-est de la Bètica) fins al riu Sucro, avui Xúquer (és a dir, ocupant part de Múrcia i del País Valencià).
Altres ciutats en foren: Sètabis (Xàtiva), Lucèntum (l'Albufereta a Alacant), Alonis (la Vila Joiosa), Ilici (Elx), Dianium (Dénia) i Aspis (Asp). A Sètabis es va encunyar moneda ibèrica.
El poble dels contestans fou un dels pobles ibèrics de cultura més rica i variada; era hàbil treballant la pedra (n'és un exemple la famosa figura de la Dama d'Elx, però n'hi ha d'altres d'animals mitològics i altres treballs). Van comerciar amb els grecs en els segle v i iv aC i, en el segle iii aC, van caure sota dependència de Cartago amb les campanyes que va dur a terme Amílcar Barca i van acabar amb la seva mort a la batalla d'Ilici. No van oferir resistència als romans després del 219 aC.

## Origen
Entre el final de l'edat del bronze i la colonització romana (segle viii aC fins al ii-i aC) es va produir un important desenvolupament cultural a la Península com a conseqüència, entre altres factors, dels contactes amb pobles mediterranis com ara fenicis i grecs. Aquests contactes culturals i comercials van permetre el desenvolupament del substrat indígena i donaren origen a un període orientalitzant (segles viii-vi aC) que va determinar l'aparició de la cultura ibèrica a la fi del segle vi aC. A l'àrea de l'actual província d'Alacant, varen confluir al segle vi aC influxos culturals des de Tartessos i la seua àrea d'influència mastiena, la capital dels quals (Mastia) estava situada en l'actual Cartagena, i pels ibers del llevant peninsular, i donà origen a un grup mal conegut anomenat gimnetes. Amb la caiguda de Tartessos al voltant de finals del segle vi aC, van sorgir els turdetans i els oretans a Andalusia, i els bastetans en l'àrea dels mastiens.
Els constestans apareixen en les fonts escrites a partir del segle iii aC. La Contestània pertanyia al món ibèric, i van ser els hereus d'un poble amb peculiaritats derivades del contacte comercial des de les seues costes amb fenicis i grecs foceus, i amb Tartessos a través de les comunicacions de l'interior. L'expansió de la cultura tartèssia pel sud-est es fa patent en jaciments del bronze final com Los Saladares (Oriola) i Penya Negra (Crevillent). Els poblats indígenes van mantenir més relacions comercials amb assentaments fenicis com 'La Fonteta', situat a les dunes de Guardamar, a la desembocadura del Segura, i que es reflecteix en els rics aixovars de tombes orientalitzants com les Casetes o Poble Nou, a la Vila Joiosa (segle vi aC). Aquest procés d'aculturació va determinar l'aparició, a partir del segle vi aC, de les característiques pròpies que defineixen la cultura ibèrica i el món contestà en particular.
Contestània és el nom que donen les fonts antigues (Estrabó, Plini, Ptolemeu) a aquesta regió de la península Ibèrica, que s'incloïa dins de la cultura ibèrica. Si bé els poblats contestans no van tenir les dimensions dels turdetans, la contestana va ser una de les cultures ibèriques més riques i variades, amb importants manifestacions artístiques (escultura, ceràmica), d'escriptura, i una gran varietat d'assentaments costaners que permetien el comerç i la importació de productes exòtics (Illeta del Campello, Albufereta, Tossal de la Cala) i poblats d'interior com la Serreta, el Puig, el Monastil, o la Bastida de les Alcusses a Moixent, dedicats a l'agricultura i la ramaderia, relacionats gràcies a l'existència d'importants vies de comunicació.

## Jaciments arqueològics
- Jaciments contestans que s'han trobat al País Valencià:
  - La Serreta i El Puig a Alcoi
  - L'illeta dels Banyets del Campello
  - Lucèntum (Tossal de Manises, l'Albufereta, Alacant)
  - El Tossal de la Cala (Benidorm)
  - El Camp de l'Escultor d'Agost
  - L'Alcúdia d'Elx
  - El Monastil d'Elda
  - L'Oral i L'Escuera, a Sant Fulgenci
  - Cabezo Lucero a Rojals i Guardamar
  - La Penya Negra i el Castellà Colorat a Crevillent
  - El Puntal de Salines
  - El Xarpolar de Margarida
  - Benimaquia i Puig de l'Àguila a Dénia
  - El castell del Castellar a Oliva (Safor)
  - La Covalta a Albaida
  - La Bastida de les Alcusses i el Corral de Saus a Moixent
  - El Castellar de Meca a Aiora.
- Jaciments de l'àrea més oriental d'Albacete:
  - El Amarejo a Bonete
  - Cerro de los Santos i Llano de la Consolación a Montealegre del Castillo
  - La Necròpolis de Los Villares a Hoya-Gonzalo
  - El Tolmo de Minateda a Hellín
- A Múrcia: 
  - Coimbra del Barranco Ancho a Jumella
  - El lloc d'"El Cigarralejo" a Mula

## Museus
Hi ha diversos museus arqueològics que exposen materials fonamentals per a entendre aquesta cultura.
- Al País Valencià:
  - El MARQ d'Alacant
  - El Museu José María Soler de Villena
  - El Museu Camil Visedo d'Alcoi
  - El Museu arqueològic municipal d'Elda
  - El Museu de l'Alcúdia (Elx)
  - El Museu arqueològic d'Elx
  - El Museu arqueològic de Crevillent
  - El Museu de la Vila Joiosa

- A la Comunitat de Castella-la Manxa:
  - El Museu Provincial d'Albacete